# アナナイン
アナナイン(Ananain、EC 3.4.22.31)は、以下の化学反応を触媒する酵素である。
ペプチド結合に対し広い特異性でタンパク質を加水分解する。報告されている最も良い小基質分子は、Bz-Phe-Val-Arg-NHMecである。
この酵素は、パイナップル(Ananas comosus)の茎から単離される。